# Державні інквізитори

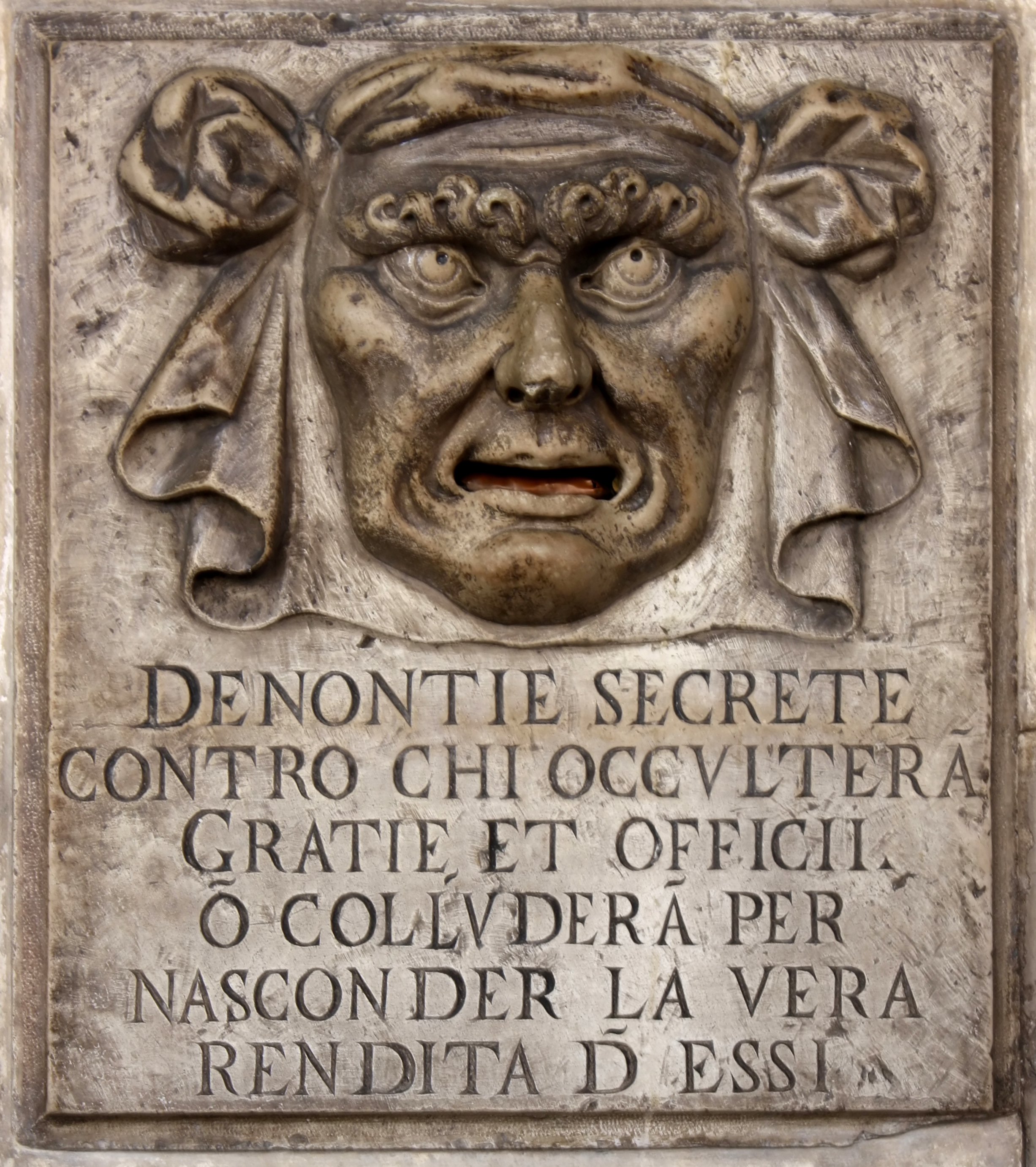
Анонімна поштова скринька «Левова паща» (Bocca di leone) у венеційському Палаці дожів

Державні інквізитори (італ. Inquisitori di Stato) — спочатку тимчасові посади, а з 1539 року постійнодіючий державний орган (магістрат) Венеційської республіки, який відповідав за викриття та розслідування злочинів проти держави, таких як державна зрада, шпигунство, розголошення державної таємниці, саботаж, підробки чи змови. Державна інквізиція в республіці була відокремлена від церковної інквізиції, що мала виключно релігійну юрисдикцію.
Термін інквізітор (італ. inquisitore від лат. inquīsītōrem) в різні часи використовувався для позначення слідчих та суддів у дуже різних регіонах. Переважно він відносився до кримінального провадження, що ґрунтується на доказах і ініціюється державою, на відміну від цивільного провадження, яке потребує позову від потерпілої сторони і до сучасності ґрунтується переважно на заявах учасників.

## Історія
В IX столітті в Венеційській республіці разом із дожем почали обирати двох суддів, які мали здійснювати верховне правосуддя. Ймовірно, це було засновано на франкській моделі кінця IX століття. Відносно незалежне відправлення правосуддя у Венеційській республіці було запроваджено між 1207 і 1222 роками із заснуванням Ради сорока (Кварантіії). Цей комітет Великої ради, що складався з 40 осіб, вперше згадується в документі від 22 грудня 1223 року. Крім того, з XII століття існували суди для Догадо, судді яких щорічно обиралися Великою радою з її власного складу. У XIV столітті Кварантія була розділена на Цивільну кварантію (Quarantia Civil), розгляд якого був публічним, і Кримінальну кварантію (Quarantia Criminal) для неполітичних кримінальних справ.
Відправлення правосуддя у Венеції (зокрема провадження церковних і державних інквізиційних судових процесів) загалом було достатньо м'яким та напрочуд сучасним порівняно з правосуддям, що практикувалось в інших країнах тогочасної Європи. В принципі, в Венеційській республіці існувала рівність усіх перед законом, примат документальних доказів перед показами свідків, право обвинуваченого захищати себе, включаючи надання знедоленим адвокатів за державний рахунок, існували апеляційні органи, а з 1584 р. — свого роду правила поблажливості для провадження державної інквізиції. Фальшиві обвинувачення суворо каралися. 27 березня 1610 року Рада десяти засудила донощика до довічного ув'язнення за те, що він неправдиво звинуватив єврея у «незвичайній поведінці» з його дружиною та донькою.
Після придушення повстання Баямонте Тьєполо, 10 липня 1310 року вперше було призначено комітет із десяти чоловік, який пізніше став так званою Радою десяти і мав значно більше членів. 3 січня 1313 року Рада десяти призначила власних спеціальних слідчих або інквізиторів Ради десяти (Inquisitori del Consiglio de Dieci) для вчинення заходів проти ворогів держави. Їх повноваження спочатку було дуже обмеженим. У 1335 році вони стали постійним інститутом. До 1539 року інквізитори, які спочатку призначалися лише в індивідуальному порядку, стали магістратурою трьох державних інквізиторів, які складалися з двох членів Ради десяти та одного представника Малої ради дожа. Згідно постанови Ради десяти від 20 вересня 1539 року, 25 жовтня 1539 року інквізитори вперше були обрані терміном на один рік. Вони могли бути переобрані на цій посаді без перерви. Оскільки вважалося, що робота Державної інквізиції ніколи не буде припинена, 23 березня 1601 року на додаток до трьох інквізиторів було обрано заміну (Inquisitore di rispetto). Сфера контролю та рівень повноважень державних інквізиторів дедалі більше розширювалися, хоча вони завжди залишалися виконавчим органом Ради десяти і були залежні від її вказівок.
Як слідчий орган, спочатку інквізитори лише готували проект рішення для затвердження Радою десяти. Але в 1432 році їм було надано право самостійно застосовувати покарання, а саме вигнання або тюремне ув'язнення. З 1587 року інквізитори отримали право застосовувати замість вигнання тілесні покарання, а з 1605 року — також і смертну кару. 15 березня 1591 року для утримання і допитів в'язнів, державним інквізиторам були надані для використання так звані свинцеві карцери (Carceri sotto i piombi) на горищі Палацу дожів.
У 1539 році цей магістрат був перейменований на Інквізитори проти розголошувачів таємниць (вен. Inquisitori contra i propalatori de secreti), 2 вересня 1592 року на державні інквізитори (вен. Inquisitori di stato), нарешті в 1669 році на Верховний трибунал (вен. Tribunale supremo). Юрисдикція інквізиторів поширювалася на виявлення та покарання всіх зрадників, а не лише серед венеційської знаті, а також на інші сфери, такі як мораль і розкіш, а також нагляд за монастирями. Проте нагляд за своїми колегами з аристократичного класу завжди залишалося головним завданням венеційської державної інквізиції, оскільки в кінцевому підсумку всі венеційські дворяни, на відміну від простих людей, мали більше розуміння державних справ і досить велику свободу дій на посадах, які вони обіймали. «Держава знала, що завдяки пильності та рішучості державних інквізиторів вона часто уникала небезпек, від яких її б не змогли убезпечити військова сила, і кожен громадянин розглядав це як захист від гніту панівної знаті і бажав його збереження».

## Склад та повноваження
Спочатку посади інквізиторів у складі Ради десяти були екстраординарними та тимчасовими, але з 1539 року вони перетворилися на постійну магістратуру, що стала важливим інструментом підтримки режиму Венеційської республіки. Оскільки всі державні питання у Венеції вирішувалися на закритих нарадах наділених владою осіб, то розголошення отриманої там інформації теоретично вже могло бути злочином.
Інквізиторів було троє:
- 1 червоний інквізитор, який призначався з-поміж шести радників Малої ради дожа.
- 2 чорні інквізитори, що обиралися з числа Ради десяти.

Одностайне голосування всіх трьох означало остаточний вирок, який набував чинності після оголошення перед Великою радою. У разі розбіжності голосів, питання остаточно вирішувалося Радою десяти.
Інквізитори могли заарештувати і засудити до публічної або таємної страти будь-якого громадянина республіки, навіть члена Ради десяти, якщо його діяльність, на їхню думку, становила загрозу для держави. При цьому вони не були пов'язані юридичними формальностями під час провадження слідства та винесення вироку.
Людей, засуджених на таємне покарання, за традицією, топили ночами у водах лагуни, найчастіше в Каналі Сирот (Canal Orfano). Крім використання розгалуженої мережі інформаторів, венеційська таємна поліція активно заохочувала діяльність донощиків, для полегшення праці яких по всьому місту були встановлені спеціальні ящики, звані як «левові пащі».
З 1583 року інквізитори покладалися на своїх численних платних інформаторів (spirri, дослівно — конфіденційний), а з 1584 року на тортури та так звані «левові пащі», які були поштовими скриньками для прийняття анонімних повідомлень та скарг, які були створені ще в 1387 році. Невдовзі було визнано, що останнє є проблематичним, і було запроваджено кворум: для того, щоб взагалі порушити справу, була потрібна більшість у 4/5 Ради десяти як керівного над державними інквізиторами органу і вироки мали бути голосованими п'ять разів. Усі доноси, які не підтверджувало хоча б двоє свідків, мали бути знищені (спалені).
Для збору анонімних повідомлень у Венеції існували спеціальні кам'яні поштові скриньки, які отримали назву «левова паща». Такі скриньки існували не лише в Раді десяти, а й в інших венеційських інстанціях, щоб збирали анонімні повідомлення про порушення вказівок та розпоряджеь цих органів, а також про недоліки в роботі самих цих органах та пропозиції щодо покращення їх роботи. Оскільки різні поштові скриньки мали різне «призначення» для зручності користувачів на них наносились пояснення у вигляді відповідних написів та символів. Майже всі кам'яні поштові левові пащі з відповідними символами та табличками з написами були знищені іконоборцями в 1797 році. Той факт, що левова паща Ради десяти в Палаці дожів, включаючи табличку з написом, була збережена, також є частиною навмисної політики французів, які знищили Республіку Святого Марка в 1797 році.
Венеційська державна інквізиція насамперед опікувалася венеційською аристократією, тобто своїми колегами, і стежила за контактами аристократів з іноземцями, за їх перебуванням за кордоном, а також їх шлюбами. "Невблаганність і надзвичайна суворість інквізиторів змушувала тремтіти будь-кого, хто отримував виклик на допит. Дійсно, часто велика і нестерпна частина покарання полягала лише в тому, щоб неодноразово стояти біля «Буссоли» у передпокої, щоб дізнатись про своє майбутнє. Однак за допомогою таких засобів «люди-пальці» досягли своєї мети — забезпечити, щоб внутрішній мир не порушувався політичною агітацією чи релігійними розбратами. Якщо взяти до уваги, яку незахищеність спричинило вироджене лицарство та яке нещастя пізніше спричинила релігійна боротьба в інших країнах… Маєр сказав про це в 1795 році: «Якою б деспотичною та жахливою не була влада цього трибуналу, вона необхідні для збереження конституційного ладу держави… Якщо громадянин чи ремісник скаржиться на явне гноблення, несправедливе, насильницьке поводження чи позбавлення його власності, він отримає швидку сатисфакцію, навіть якщо це стосується одного з найвидатніших і шановних дворяни, навіть самого інквізитора…». «Історичний факт щодо державних інквізиторів та Ради десяти полягає в тому, що протягом останнього (XVIII) століття існування Республіки лише чотирнадцять державних злочинців були засуджені до смертної кари».
За словами останнього державного інквізитора, Джузеппе Граденіго, загалом перед Трибуналом державної інквізиції відбулося 1273 судові процеси з 1553 по 1775 рік, тобто 6-7 на рік.

## Рецепція в літературі та історіографії
Венеційську державну інквізицію, що часто діяла таємно, не тільки боялися, але й сприймали як кровожерний терористичний режим.
Французька пропаганда скористалася цим, і пізніше венеційська інквізиція зображувалась нею як втілення державного свавілля та зловживань. Цього уявлення, час від часу дотримувалися навіть серьйозні історики: «Підживлюючись полемікою Просвітництва перед падінням Венеційської республіки, а потім французькою пропагандою, ця легенда широко поширилася завдяки уяві романістів і поетів від Джеймса Фенімора Купера та Мікеле Зевакко (1860—1918) до Джованні Баттіста Нікколіні (1782—1861), лорда Байрона, навіть до Алессандро Манцоні. Не залишилися осторонь навіть композитори, від Понк'єллі до Доніцетті та Джузеппе Верді. Романтична схильність до жахливих історій також, здається, захопила деяких істориків».
Існують повідомлення сучасників про свавілля Ради десяти та її органу державних інквізиторів, але «суперечливо, чи Рада десяти насправді ігнорувала законодавство у свавільному та неконституційному деспотизмі, чи це було їй приписано пізніше завдяки її поганої репутації. Навпаки, своїма відомими сучасникими венеційський магістрат державних інквізиторів відзначався за свій непідкупний нагляд за конституцією Республіки та поведінкою дворян».
Венеційський письменник і авантюрист Джакомо Казанова (1725—1798) оповів у своїй автобіографічній праці «Історія моєї втечі» (італ. Histoire de ma fuite des prisons de la République de Venise qu'on appelle les Plombs) у формі пригодницького роману про свою втечу з так званих Свинцевих камер в Палаці Дожів. Книга була видана в 1788 році.

## Веб-посилання
- Огляд фондів Inquisitori di Stato у Державному архіві Венеції